# Heartattack and Vine
Heartattack and Vine är ett album av Tom Waits från 1980.

## Låtlista
Samtliga låtar skrivna av Tom Waits.
1. "Heartattack and Vine" - 4:42
2. "In Shades" - 4:04
3. "Saving All My Love for You" - 3:39
4. "Downtown" - 4:43
5. "Jersey Girl" - 5:09
6. "'Til the Money Runs Out" - 4:20
7. "On the Nickel" - 6:17
8. "Mr. Siegal" - 5:13
9. "Ruby's Arms" - 5:35